# Palaina taeniolata
Palaina taeniolata é uma espécie de gastrópode da família Diplommatinidae.
É endémica de Guam.